# Plutarchia neepalica
Plutarchia neepalica är en stekelart som beskrevs av T.C. Narendran 1994. Plutarchia neepalica ingår i släktet Plutarchia och familjen kragglanssteklar.
Artens utbredningsområde är Nepal. Inga underarter finns listade i Catalogue of Life.